# Punta dels Trucadors
La punta dels Trucadors (popularment punta des Trucadors) o punta del Borronar (punta des Borronar) és el punt culminant de la península dels Trucadors, l'indret més septentrional de l'illa de Formentera.
El nom dels Trucadors fa referència al Pas dels Trucadors, un braç d'aigua de 300 m que separa Formentera (punta dels Trucadors) de l'Espalmador (punta del Pas), on les barques solien encallar i foradar-se o traücar (d'aquí traücadors i trucadors). Per la seva banda, el nom del Borronar, ja documentat el 1721 i avui en desús, es deu a la presència borró o càrritx de platja, molt abundant a l'indret.